# Córki Wawelu. Opowieść o jagiellońskich królewnach
Córki Wawelu. Opowieść o jagiellońskich królewnach – polska powieść historyczna Anny Brzezińskiej wydana w 2017 roku przez Wydawnictwo Literackie.

## Opis
Opowiada ona o życiu codziennym jagiellońskich królewien, córek króla Zygmunta Starego: Jadwigi, Izabeli, Zofii, Anny i Katarzyny. Wydarzenia te czytelnik poznaje z perspektywy karlicy Dosi – nieślubnej córki służącej i słodownika. To jej oczami poznajemy królewski dwór oraz wydarzenia z przełomowego momentu w historii Polski.